# Équipe du Brésil de football à la Coupe des confédérations 2003
L'équipe du Brésil de football participe à sa 4e Coupe des confédérations lors de l'édition 2003 qui se tient en France du 18 juin 2003 au 29 juin 2003. Elle se rend à la compétition en tant que vainqueur de la Coupe du monde 2002.

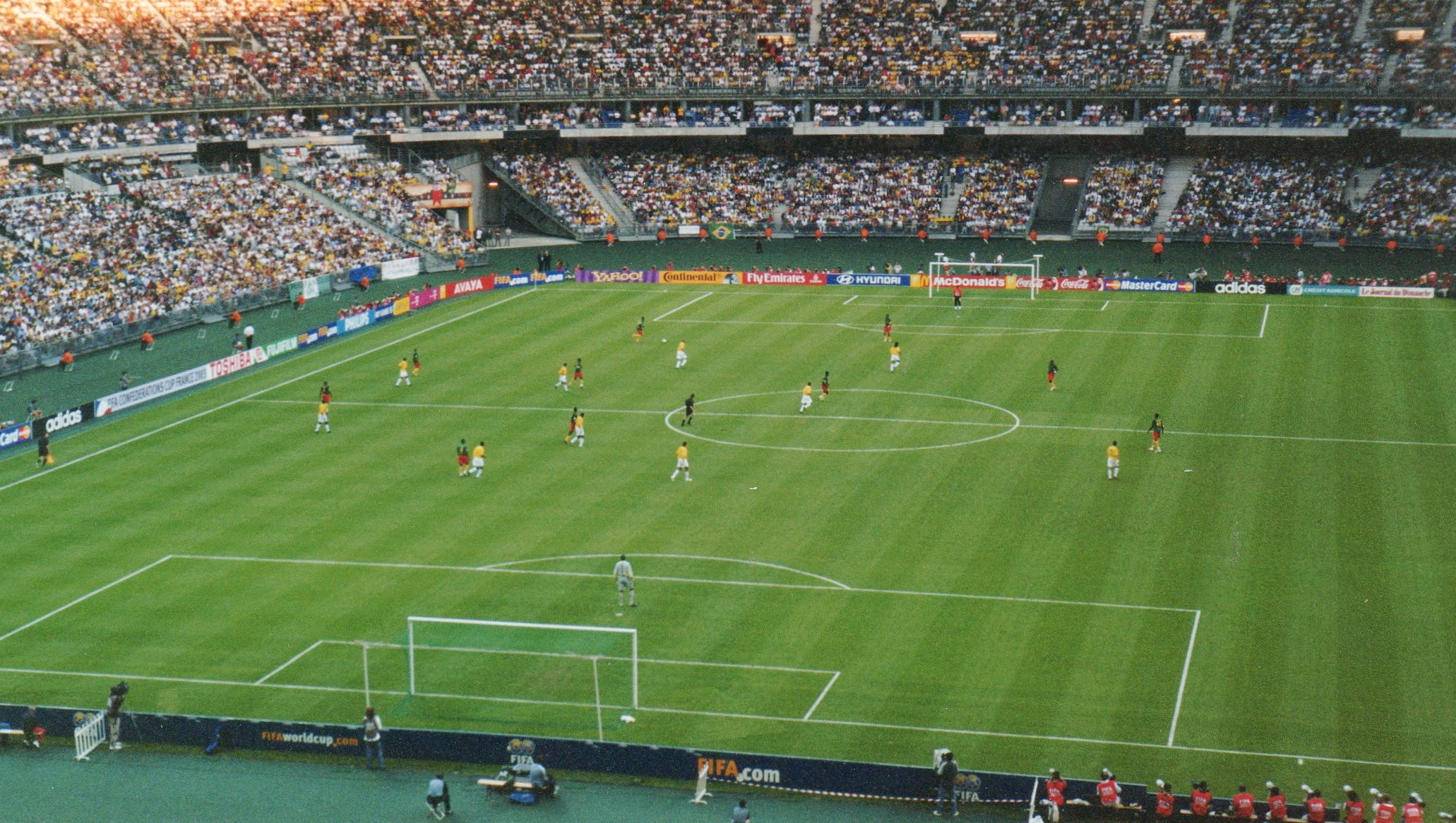
Match contre le Cameroun au stade de France.

## Résultats

### Phase de groupe
|   | Équipe     | Pts | J | G | N | P | BP | BC | Diff |
| - | ---------- | --- | - | - | - | - | -- | -- | ---- |
| 1 | Cameroun   | 7   | 3 | 2 | 1 | 0 | 2  | 0  | +2   |
| 2 | Turquie    | 4   | 3 | 1 | 1 | 1 | 4  | 4  | 0    |
| 3 | Brésil     | 4   | 3 | 1 | 1 | 1 | 3  | 3  | 0    |
| 4 | États-Unis | 1   | 3 | 0 | 1 | 2 | 1  | 3  | -2   |

| 19 juin 2003 | Cameroun | 1 | 0 | Brésil     |
|              | Brésil   | 1 | 0 | États-Unis |
| 23 juin 2003 | Turquie  | 2 | 2 | Brésil     |

| 19 juin 2003 21:00        | Brésil    | 0 - 1 | Cameroun  | Stade de France, Saint-Denis                     |                                                  |
| Historique des rencontres |           |       | Eto'o 83e | Spectateurs : 46 719 Arbitrage : Valentin Ivanov | Spectateurs : 46 719 Arbitrage : Valentin Ivanov |
| Historique des rencontres | (Rapport) |       |           | Spectateurs : 46 719 Arbitrage : Valentin Ivanov | Spectateurs : 46 719 Arbitrage : Valentin Ivanov |

| 21 juin 2003 21:00        | Brésil      | 1 - 0 | États-Unis | Stade Gerland, Lyon                               |                                                   |
| Historique des rencontres | Adriano 22e |       |            | Spectateurs : 20 306 Arbitrage : Lucílio Baptista | Spectateurs : 20 306 Arbitrage : Lucílio Baptista |
| Historique des rencontres | (Rapport)   |       |            | Spectateurs : 20 306 Arbitrage : Lucílio Baptista | Spectateurs : 20 306 Arbitrage : Lucílio Baptista |

| 23 juin 2003 21:00        | Brésil                 | 2 - 2 | Turquie                        | Stade Geoffroy-Guichard, Saint-Étienne       |                                              |
| Historique des rencontres | Adriano 23e · Alex 93' |       | Gökdeniz 53e · Okan Yılmaz 81e | Spectateurs : 29 170 Arbitrage : Markus Merk | Spectateurs : 29 170 Arbitrage : Markus Merk |
| Historique des rencontres | (Rapport)              |       |                                | Spectateurs : 29 170 Arbitrage : Markus Merk | Spectateurs : 29 170 Arbitrage : Markus Merk |

## Effectif
Sélectionneur :  Carlos Alberto Parreira
| No. | Pos.      | Joueur                | Date de naissance et âge | Sélec. | Club                |
| --- | --------- | --------------------- | ------------------------ | ------ | ------------------- |
| 1   | Gardien   | Dida                  | 7 octobre 1973           | 53     | AC Milan            |
| 2   | Défenseur | Juliano Belletti      | 20 juin 1976             | 17     | Villarreal CF       |
| 3   | Défenseur | Lúcio                 | 8 mai 1978               | 25     | Bayer Leverkusen    |
| 4   | Défenseur | Juan                  | 1er février 1979         | 11     | Bayer Leverkusen    |
| 5   | Milieu    | Emerson               | 4 avril 1976             | 47     | AS Roma             |
| 6   | Défenseur | Gilberto              | 25 avril 1976            | 2      | Grêmio              |
| 7   | Attaquant | Ronaldinho            | 21 mars 1980             | 39     | Paris Saint-Germain |
| 8   | Milieu    | Kléberson             | 19 juin 1979             | 16     | Manchester United   |
| 9   | Attaquant | Adriano               | 17 février 1982          | 5      | Parme FC            |
| 10  | Milieu    | Ricardinho            | 23 mai 1976              | 8      | São Paulo           |
| 11  | Milieu    | Gil                   | 13 septembre 1980        | 1      | Corinthians         |
| 12  | Gardien   | Júlio César           | 7 octobre 1979           | 0      | Flamengo            |
| 13  | Défenseur | Maurinho              | 11 octobre 1978          | 1      | Cruzeiro            |
| 14  | Défenseur | Fábio Luciano         | 29 avril 1975            | 5      | Corinthians         |
| 15  | Défenseur | Edu Dracena           | 18 mai 1981              | 0      | Olympiacos          |
| 16  | Défenseur | Kleber                | 1er avril 1980           | 4      | Corinthians         |
| 17  | Milieu    | Eduardo Costa         | 23 septembre 1982        | 4      | Bordeaux            |
| 18  | Milieu    | Dudu Cearense         | 15 avril 1983            | 0      | Vitória             |
| 19  | Milieu    | Adriano de Souza      | 8 novembre 1977          | 2      | Paranaense          |
| 20  | Milieu    | Alex                  | 14 septembre 1977        | 25     | Cruzeiro            |
| 21  | Attaquant | Ilan Araujo Dall'Igna | 18 septembre 1980        | 0      | Atlético Paranaense |
| 22  | Attaquant | Luís Fabiano          | 8 novembre 1980          | 2      | São Paulo           |
| 23  | Gardien   | Fábio                 | 30 septembre 1980        | 1      | Vasco da Gama       |

## Navigation